# Мистецтво Ісландії
Ісландське мистецтво було побудоване на північноєвропейських традиціях дев'ятнадцятого століття, але розвивалося в різних напрямках у двадцятому столітті, під впливом, зокрема, унікального ісландського ландшафту, а також ісландської міфології та культури.
Сучасний ісландський живопис, як правило, простежується у творчості Чорарінна Чорлаксона, який після формального навчання мистецтву в 1890-х роках у Копенгагені повернувся в Ісландію, щоб писати та демонструвати роботи з 1900 року до своєї смерті в 1924 році, майже виключно зображуючи ісландський пейзаж. Чорлаксон не був єдиним ісландським художником, який навчався в Данії на той час: в останні роки століття в Академії було кілька ісландців, як чоловіків, так і жінок, і серед них був Асґрімур Йонссон, який разом з Чорлаксоном створив своєрідний образ пейзажу рідної країни в романтичному натуралістичному стилі.
Сьогодні багато ісландських художників зареєстровані в Асоціації ісландських художників. Ісландський центр мистецтв має на меті представляти ісландських художників за кордоном. Кожен другий рік Ісландія бере участь у Венеційській бієнале і робить це з 1960 року. Сігурдур Гунджонссон, відео-художник, обраний представником своєї країни на майбутній бієнале, яка відкриється в 2021 році. У 2019 році Графнхілдур Арнардоттір брала участь з боку ісландії. До цього Егілл Себйорнссон представляв Ісландію на Венеційській бієнале у 2017 році. Крістоф Бюхель був обраний представником Ісландії у 2015 році з його роботою "Мечеть", яка знаходилась у церкві Санта-Марія-делла-Мізерікордія.
В Ісландії є одна бієнале під назвою "Sequences", яка зосереджується на відео та виставах і проводилася дев'ять разів. Художники Хільдігуннур Біргісдоттір та Інгольфур Арнарссон були кураторами Sequences 2019.
В Ісландії багато музеїв і галерей.

## Пейзажний живопис
Характерне виконання ісландського пейзажу його художниками може бути пов'язане з націоналізмом та рухом до домашнього управління та незалежності, який був дуже активним у цей період. Інші художники-пейзажисти швидко пішли слідами Чорлаксона та Йонссона. Сюди входили Йоганнес К'ярвал, Йон Стефанссон та Юліана Свенсдоттір. Особливо К'ярваль відзначається чіткими методами нанесення фарби, які він розробив зусиллями для надання характерної текстури вулканічної породи, яка домінує в ісландському середовищі.

## Виникнення абстрактного мистецтва
Абстракціонізм став відомим в Ісландії в середині ХХ століття, очолюваним такими художниками, як Свавар Гурнасон і Ніна Триггвадоттір. Однак деякі видатні художники країни, що працювали в той період, уникали абстракціонізму, такі як Гунлаугур Шевінг, який натомість віддав перевагу змісту розповіді та підходу до кольору та форми, можливо, під впливом фовізму та кубізму; та Луїза Маттіасдоттір, яка вчилася у абстрактного експресіонізму, але тим не менше малювала з життя.

## Повернення фігуративного мистецтва
Виставка Ейнара Хаконарсона в 1968 році відрізнялося від ісландської мистецької сцени, яка тоді була актуальною, оскільки картини Хаконарсона були попсовими, фігуративними та експресіоністичними.  Хаконарсон сказав, що на нього більше впливає почуття природи, а не спроби намалювати певну її частину. 

## Ісландське мистецтво кінця ХХ століття

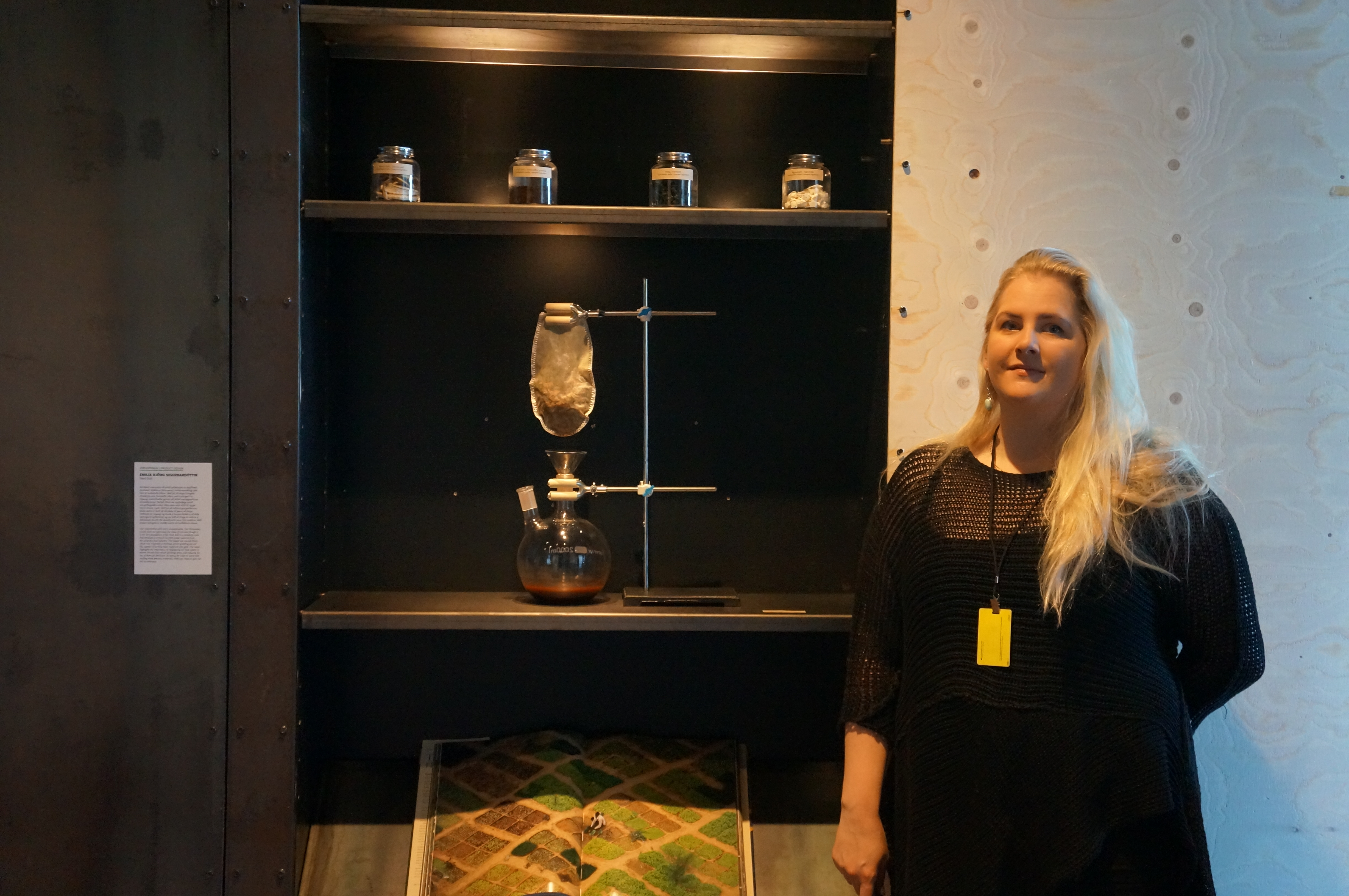
В Ісландії пані Емілія Бьорг Сігурдардоттір показала своє творіння «Наступний ґрунт» як частину мистецтва дизайну продуктів.

Зображення пейзажу за допомогою візуального мистецтва донині залишається визначною (можливо, найвидатнішою) темою в ісландському мистецтві, що часто відображається на виставках у національній галереї країни. Наприклад, літня виставка 2007 року називалася "Alas Nature!" і описується як виставка, яка "спрямована на вивчення природи в іншому світлі та під іншим кутом, ніж загальновизнаний".  

## Дивитися також
- Архітектура Ісландії
- Центр ісландського мистецтва
- Культура Ісландії
- Список ісландських художників-візуалістів
- SEQUENCES real-time art festival

### Читання
- Ólafur Kvaran (ed.), Þórarinn B. Þorláksson: Pioneer at the Dawn of a Century, Listasafn Íslands, Reykjavík, 2000.
- Ólafur Kvaran and Karla Kristjánsdóttir (eds), Confronting Nature: Icelandic Art of the 20th Century, National Gallery of Iceland, Reykjavík, 2001.
- Hrafnhildur Schram, Dagny Heiddal and Harpa Thórsdóttir, Patterns of Land and Colour: Júlíana Sveinsdóttir, Listasafn Íslands, Reykjavík, 2003.
- Jed Perl (ed.), Louisa Matthiasdottir, Hudson Hills Press, New York, 1999, ISBN 978-1-55595-197-9

## Зовнішні посилання
- National Gallery of Iceland (Listasafn Íslands) [Архівовано 17 січня 2013 у Wayback Machine.]
- Reykjavik Art Museum [Архівовано 10 травня 2016 у Wayback Machine.]
- IcelandicArtCenter.IS – Center for Icelandic Art [Архівовано 7 квітня 2022 у Wayback Machine.]
- LIST icelandic art news
- FÉLAGSMENN SÍM [Архівовано 15 серпня 2021 у Wayback Machine.]
- Venice biennale [Архівовано 23 лютого 2020 у Wayback Machine.], Центр мистецтва ісландії